# Kiku et Isamu
Pour plus de détails, voir Fiche technique et Distribution.
Kiku et Isamu (キクとイサム, Kiku to Isamu) est un film japonais réalisé par Tadashi Imai et sorti en 1959.
Il remporte le prix Mainichi du meilleur film en 1959.

## Synopsis
L'histoire de deux enfants métis d'un soldat noir américain et d'une femme japonaise. Ils sont élevés par leur grand-mère dans un village de montagne. « (...) Le drame des enfants de sang mêlé dans une société qui ne leur accorde ni intérêt ni compréhension... » (Donald Richie)

## Fiche technique
- Titre : Kiku et Isamu
- Titre original : キクとイサム (Kiku to Isamu?)
- Réalisation : Tadashi Imai
- Scénario : Yōko Mizuki
- Photographie : Shun'ichirō Nakao (ja)
- Montage : Akikazu Kōno
- Musique : Masao Ōki
- Production : Daito (ja)
- Pays d'origine :  Japon
- Langue originale : japonais
- Format : noir et blanc - 2,35:1 - 35 mm - son mono
- Genre : drame
- Durée : 117 minutes (métrage : treize bobines - 3 201 m[1])
- Date de sortie :
  - Japon : 29 mars 1959[1]

## Distribution
- Emiko Takahashi : Kiku, la fille
- George Okunoyama : Isamu, le garçon
- Tanie Kitabayashi : la grand-mère
- Aiko Asahina : Kinie
- Kōji Kiyomura : Seijiro
- Teruko Kishi : Katsu

## Distinctions

### Récompenses
- Blue Ribbon Awards 1960 : prix du meilleur film pour Tadashi Imai, du meilleur scénario pour Yōko Mizuki et de la meilleure actrice pour Tanie Kitabayashi[2]
- Prix Kinema Junpō 1960 : prix du meilleur film et du meilleur réalisateur pour Tadashi Imai[3]
- Prix du film Mainichi 1960 : prix du meilleur film pour Tadashi Imai, du meilleur scénario pour Yōko Mizuki, de la meilleure actrice pour Tanie Kitabayashi et prix spécial pour Emiko Takahashi et George Okunoyama[4]